# Richard Feynman
« Feynman » redirige ici. Pour les autres significations, voir Feynman (homonymie).
Richard Phillips Feynman, né le 11 mai 1918 et mort le 15 février 1988, est un physicien américain, l'un des plus influents de la seconde moitié du XXe siècle, en raison notamment de ses travaux sur l'électrodynamique quantique, les quarks et l'hélium superfluide.
Il reformule entièrement la mécanique quantique à l'aide de son intégrale de chemin (qui généralise le principe de moindre action de la mécanique classique), et invente les diagrammes qui portent son nom et qui sont désormais largement utilisés en théorie quantique des champs (dont l'électrodynamique quantique fait partie).
Pendant la Seconde Guerre mondiale, il est impliqué dans le développement de la bombe atomique américaine.
Après la Seconde Guerre mondiale, il enseigne à l'université Cornell puis au Caltech, où il effectue des travaux fondamentaux, notamment dans la théorie de la superfluidité et des quarks.
Sin-Itiro Tomonaga, Julian Schwinger et lui sont colauréats du prix Nobel de physique de 1965 pour leurs travaux en électrodynamique quantique. Vers la fin de sa vie, son action au sein de la commission d'enquête sur l'accident de la navette spatiale Challenger le fait connaître du grand public américain.
Pédagogue remarquable et drôle, il est le rédacteur de nombreux ouvrages de vulgarisation reconnus. Parmi ces livres, les Feynman lectures on physics, un cours de physique de niveau universitaire qui, depuis sa parution, est devenu un classique pour tous les étudiants de premier cycle en physique et leurs professeurs. Il raconte aussi ses nombreuses aventures dans plusieurs ouvrages : Surely You're Joking, Mr. Feynman! (paru en français sous le titre Vous voulez rire, monsieur Feynman !) et What Do You Care What Other People Think?.

## Biographie

### Enfance et études
Feynman est né le 11 mai 1918, à New York aux États-Unis. Ses parents, Lucille née Phillips et Melville Arthur Feynman sont d'origine polonaise et russe. De confession juive, ils se rendaient à la synagogue tous les vendredis, mais n'étaient pas très attachés au rituel dans leur pratique religieuse.
Son père, qui l'encourageait à poser des questions et à remettre en cause les choses communément admises, l'a durablement influencé. De sa mère, il tient un solide sens de l'humour, qui ne l'a jamais quitté.
Enfant durant la Grande Dépression, il s'amusait à réparer les radios du voisinage et montrait déjà un talent poussé pour les sciences et les travaux pratiques. Il s'était ainsi constitué un petit laboratoire, dans lequel il s'amusait à pratiquer diverses expériences, notamment électroniques.
Adolescent, il inventa par exemple un système pour couper les haricots, qu'il abandonna après s'être entaillé le pouce.
Il fut brillant tout au long de ses études secondaires, apprenant à 15 ans le calcul différentiel et intégral dans un livre que lui avait donné son professeur de mathématiques, constatant que celui-ci s'ennuyait au fond de la classe, et causait du chahut. Il continua à expérimenter et à réinventer pour lui des théories mathématiques, comme les dérivées fractionnaires à l'aide de ses propres notations. Feynman présentait une forme de synesthésie qui lui faisait voir les lettres des équations en couleurs.

### Études universitaires
Durant sa dernière année à la Far Rockaway High School (en), Feynman remporta le championnat de mathématiques de l'université de New York. Il reçut donc[réf. souhaitée] une bourse pour étudier au Massachusetts Institute of Technology (MIT) où il obtint sa licence en 1939 après s'être orienté d'abord en électronique, puis en mathématiques, et enfin avoir assisté à tous les cours de physique offerts y compris — pendant sa deuxième année — un cours de physique théorique, réservé aux étudiants de maîtrise.
John Slater, le directeur du département de physique du MIT, conseilla à Feynman de continuer ses études à l'université de Princeton. Feynman y obtint un score remarquable aux examens d'entrée en mathématiques et en physique, mais il eut une note très faible dans la partie littéraire de l'examen.
Durant son doctorat à l'université de Princeton, Feynman travailla sous la direction de John Wheeler sur le principe de moindre action appliqué à la mécanique quantique. Il établit là les bases des diagrammes de Feynman et de l'approche de la mécanique quantique par les intégrales de chemin. Il obtint son doctorat en 1942. Pendant qu'il préparait sa thèse, il épousa sa première femme, Arline Greenbaum (une amie d'enfance), atteinte de la tuberculose, maladie incurable à l'époque.

### Le projet Manhattan

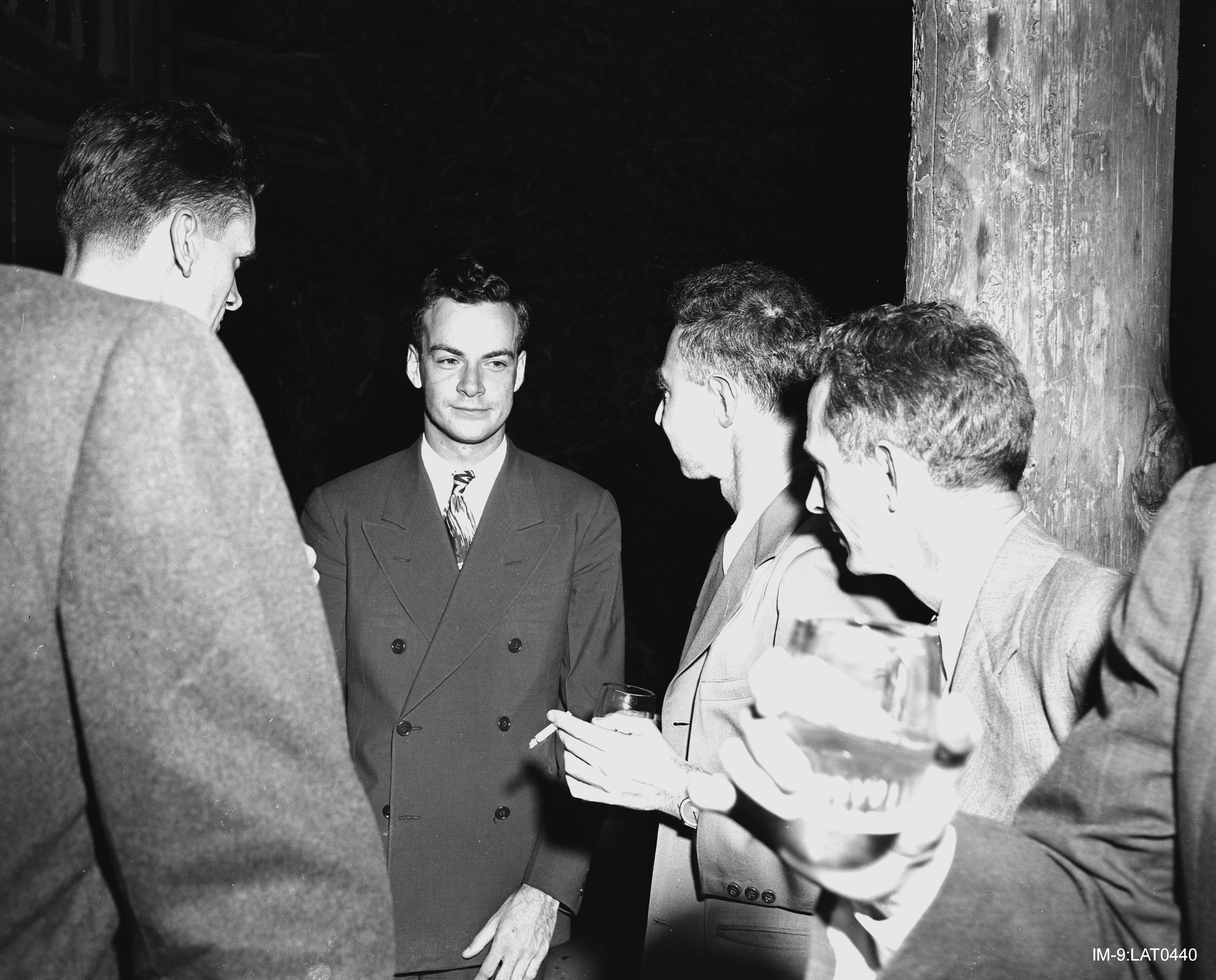
Feynman en compagnie de Robert Oppenheimer lors du projet Manhattan.

Feynman était encore thésard, lorsque le physicien Robert R. Wilson l'encouragea à rejoindre le projet Manhattan (le projet de bombe atomique américaine entrepris durant la Seconde Guerre mondiale et basé à Los Alamos). Feynman affirma qu'il acceptait de joindre ses efforts à l'aventure, afin d'aider à éviter que l'Allemagne nazie parvienne la première à construire la bombe. Il s'immergea dans le travail au sein du projet, qui mêlait aux scientifiques américains la fine fleur de la physique européenne ayant fui le fascisme, tels Enrico Fermi ou Niels Bohr, et qui connut le succès quelques mois plus tard, avec l'explosion de la première bombe A sur le site de Trinity. Feynman assista au test et prétendit être la seule personne à avoir regardé l'explosion sans les lunettes noires distribuées à tout le monde : le pare-brise d'un camion aurait suffi à filtrer les dangereux rayons ultraviolets émis lors de l'explosion.
Comme jeune physicien, son travail sur le projet fut relativement éloigné des enjeux majeurs et consista d'abord à administrer le travail du groupe de calcul de la Theorical division ; en particulier, il mit en place avec Nicholas Metropolis un système de calcul utilisant les cartes perforées Hollerith d'IBM. Feynman se fit aussi remarquer en résolvant une des équations du projet qui était affichée sur un tableau (les équations affichées au tableau posaient problème et représentaient une sorte de défi), néanmoins sa solution ne fut pas retenue, car elle ne rendait pas compte physiquement des expériences.
Feynman travailla aussi à Los Alamos sur le calcul des équations modélisant le flux de neutrons à l'intérieur du « Water Boiler », un petit réacteur nucléaire d'essai. Il s'agissait de mesurer à quel moment de l'assemblage du matériel fissile on atteignait la masse critique. Après ce travail, il fut transféré aux installations d'Oak Ridge, où il aidait les ingénieurs à définir des procédures sûres de stockage de matériel, afin d'éviter les accidents de criticité (qui pouvaient intervenir en stockant par exemple du matériel fissile de part et d'autre d'un mur). Il effectua aussi un travail théorique et de calcul crucial sur la bombe à hydrure d'uranium qui plus tard s'avèrera irréalisable.
La compagnie de Feynman était appréciée par Niels Bohr car, contrairement à d'autres physiciens, il n'avait pas peur de discuter âprement avec la légende vivante qu'était Bohr. Feynman affirma qu'il avait autant de respect pour la réputation de Bohr que tout le monde, mais que lorsqu'il commençait à parler de physique, il oubliait tout le reste.
Du fait des recherches top-secrètes qui y étaient menées, Los Alamos était isolé, et, selon Feynman, il n'y avait pas grand-chose à faire là-bas.
Pour tromper son ennui, Feynman affirma qu'il avait appris à déchiffrer les combinaisons des coffres-forts protégeant les documents confidentiels. Feynman joua plusieurs plaisanteries à ses collègues ; un jour par exemple, il trouva la combinaison d'une serrure en essayant les numéros qu'un physicien utiliserait (il s'agissait de 27-18-28, les premiers chiffres de e = 2,71828…) et il trouva que trois bureaux qui contenaient des notes sur les recherches sur la bombe avaient la même combinaison. Il laissa une série de notes sarcastiques en guise de farce (par exemple « Guess who » - « Devinez qui »), ce qui provoqua l'inquiétude de son collègue à propos de la présence d'un éventuel espion ou saboteur qui aurait eu accès à des documents secrets concernant la bombe. Par coïncidence, Feynman emprunta un jour la voiture du physicien Klaus Fuchs pour rendre visite à sa femme. On découvrit plus tard que Fuchs espionnait pour l'URSS.
Une autre fois, il découvrit qu'un capitaine travaillant dans son service avait un coffre-fort massif, plus sûr que tous ceux qu'avaient les scientifiques qui travaillaient sur la bombe, installé dans son bureau. Peu de temps après que ce capitaine eut quitté Los Alamos, Feynman découvrit qu'il n'avait jamais pensé à changer la combinaison du simple code d'origine, et que rien d'important n'était gardé à l'intérieur, alors que les secrets de la bombe étaient tenus dans des bureaux relativement peu sûrs. Ces anecdotes sont relatées par lui-même dans son livre Vous voulez rire, monsieur Feynman !.
Il apprit également à cette époque à jouer des bongos, activité qu'il pratiqua en amateur, mais de manière enthousiaste, participant souvent à des représentations musicales à CalTech.

### Feynman professeur
Après la guerre et sur l'insistance de Hans Bethe, avec qui il avait travaillé à Los Alamos et malgré la proposition d'un poste à Berkeley émanant de Robert Oppenheimer, directeur scientifique du projet Manhattan avec qui Feynman avait sympathisé, il fut nommé professeur à l'université Cornell à Ithaca dans l'État de New York, où il rencontra Freeman Dyson.
Cependant il ne s'y plut pas, considérant qu'il manquait d'inspiration et ne produisait rien de bon, et se dévouant à des problèmes moins utiles mais amusants, telle la physique d'une assiette tournoyante et en nutation. Il fut alors surpris de recevoir diverses offres de poste en provenance de plusieurs universités de premier plan.
Il finit par choisir de travailler au California Institute of Technology (Caltech) à Pasadena en Californie, bien qu'un poste à l'Institute for Advanced Study à Princeton, qui comptait notamment Albert Einstein parmi son personnel, lui fût offert. Feynman refusa d'aller à l'IAS parce qu’il n'y avait aucune obligation d'enseignement. En effet, il trouvait en ses étudiants une source d'inspiration et de réconfort durant ses périodes moins créatives. Il considérait que s’il n'était pas productif en tant que chercheur, il pouvait au moins enseigner. Un autre aspect majeur de sa décision était le fait qu'il voulait vivre dans un climat plus chaud que celui de l'État de New-York.
L'essentiel de sa production date de cette époque.
Durant une année sabbatique, il réétudia les Principia de Newton et transmit ce qu'il avait appris de Newton à ses élèves et à travers son Cours de physique, où une approche géométrique des problèmes physiques est souvent privilégiée.

### Les années à Caltech (1950 - 1988)
Pendant ses années à Caltech, il travailla notamment sur l'électrodynamique quantique, la physique de l'hélium superfluide et la théorie des interactions faibles. Il y développa notamment les diagrammes de Feynman. Il s'intéressa aussi à la théorie quantique de la gravitation mais sans pouvoir s'y consacrer complètement. Il était en effet épuisé par le travail intensif qu'il fournissait sur ses multiples sujets d'étude majeurs de l'époque, y compris son Cours de physique.
En effet, à cette époque, on lui demanda de participer à l'enseignement des étudiants de premier cycle du Caltech (en anglais undergraduates, i.e. étudiants des quatre premières années). Après trois ans de travail, une série de cours parut, modèle de clarté et de vulgarisation, qui allaient devenir le Cours de physique de Feynman. Feynman reçut par la suite la médaille Oersted, récompense dont il tira beaucoup de fierté.
Il est l'un des premiers scientifiques à considérer la possibilité de fabriquer des calculateurs quantiques.
Après la mort de sa première femme, Feynman se remaria deux fois. Tout d'abord avec Mary Louise Bell (1917-2014), originaire de Neodesha, Kansas, union qui dura deux ans, puis avec la Britannique Gweneth Howarth. Ils restèrent unis jusqu'à la fin de leurs jours, eurent un enfant, Carl, et adoptèrent une fille, Michele. Sa femme est morte en 1989, l'année suivant son décès.
Feynman voyagea beaucoup à cette période de sa vie. Il enseigna par exemple un an au Brésil. Il envisagea également de visiter la province méconnue de Touva en Russie, mais ne put réaliser ce projet du fait de la guerre froide. Durant cette période, il découvrit qu'il était atteint d'un cancer. Celui-ci fut enrayé grâce à une intervention chirurgicale.
Il fut fait membre étranger de la Royal Society en 1965.

### Commission Challenger

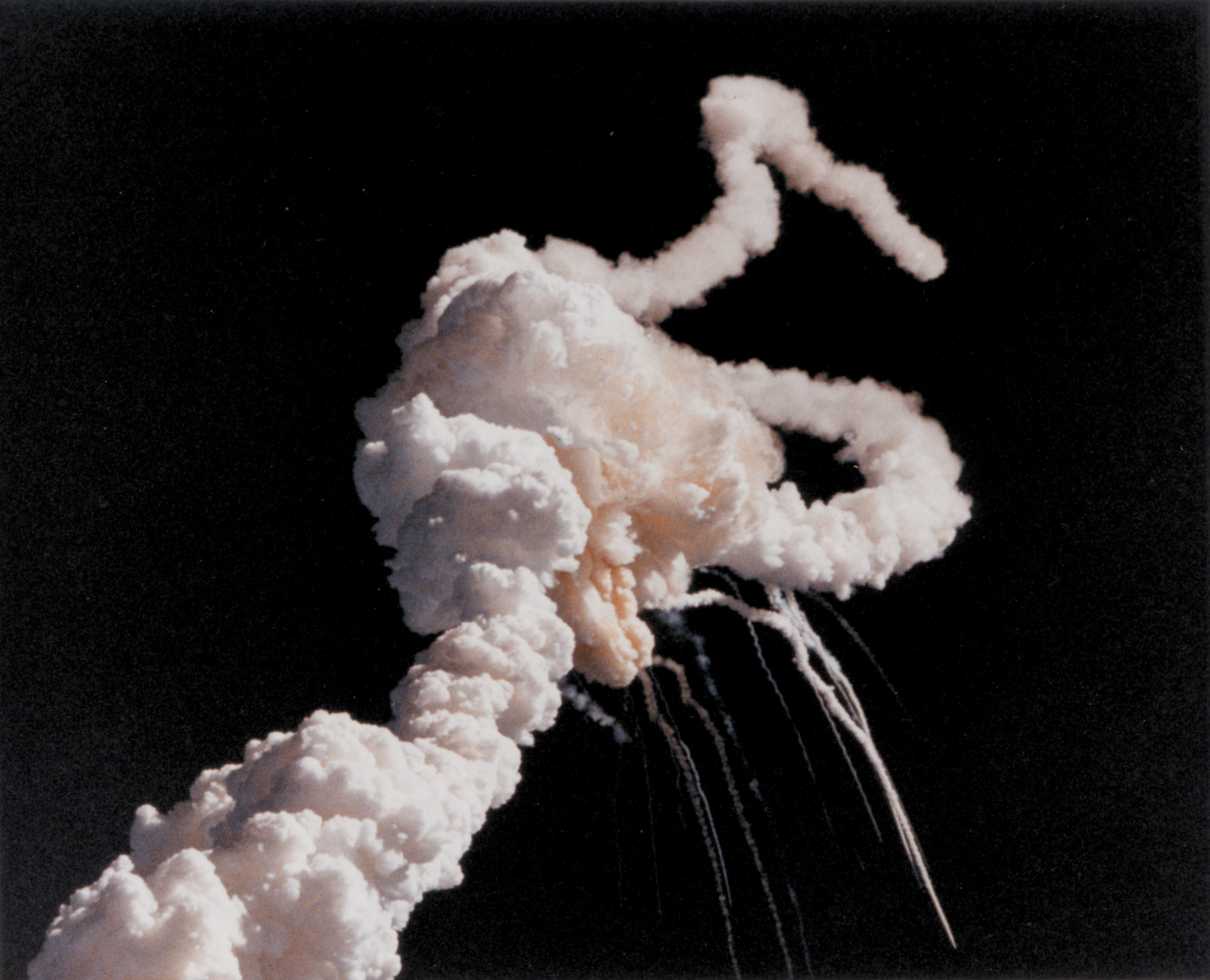
Explosion de la navette spatiale Challenger (1986) quelques secondes après son décollage.

Après l'explosion de la navette spatiale Challenger (1986), on demanda à Feynman de siéger dans la commission d'enquête, ce qu'il accepta de faire, après mûre réflexion. Durant les investigations, il reçut des indices d'une source interne et démontra à la télévision le rôle crucial joué par les joints des boosters, à l'aide d'un bout du matériau constituant les joints et d'un verre de glace. Ses idées différèrent des conclusions officielles, et étaient considérablement plus critiques envers la structure de management, qui avait négligé les inquiétudes des ingénieurs. Après plusieurs pétitions, le rapport de Feynman fut annexé au document officiel produit par la commission.

### Maladie et mort
En 1978 lui est découvert un cancer de l'estomac pour lequel il doit subir plusieurs interventions. La maladie resurgit en 1987 et Feynman est hospitalisé un an plus tard. Son état de santé se dégrade du fait de complications survenues après une nouvelle opération. Feynman décide de refuser des traitements supplémentaires et meurt le 15 février 1988.
Ses derniers mots ont été : « I would hate to die twice. It is so boring. » (« Je détesterais mourir deux fois. C'est si ennuyeux. »).

## Travaux de recherche

Diagramme de Feynman

Les principaux travaux de Feynmann portent sur les domaines suivants :
- L'électrodynamique quantique (relativiste), à savoir l'étude des interactions  électromagnétiques entre particules (chargées) relativistes. Paul Dirac en avait jeté les premières bases, en donnant une description exacte des particules de spin 1/2 (fermions) et en proposant une équation qui prédisait leur comportement, ainsi que celui de leurs antiparticules. On doit à Feynman une formulation lagrangienne de l'électrodynamique quantique, ainsi qu'une technique perturbative, permettant de calculer les sections efficaces d'interaction entre particules. Pour calculer sans se tromper chaque terme du développement perturbatif, Feynman proposa une technique diagrammatique (les diagrammes de Feynman) utilisée de nos jours dans de nombreux domaines. Pour ce travail, il est colauréat avec Julian Schwinger et Sin-Itiro Tomonaga du prix Nobel de physique de 1965 « pour leurs travaux fondamentaux en électrodynamique quantique, ce qui a amené de profondes conséquences à la physique des particules élémentaires[10] ».

- La physique de l'hélium superfluide : lorsque l'hélium est refroidi au-dessous d'une température critique (2,19K), il semble perdre sa viscosité. En appliquant les équations de la mécanique quantique et sa technique de l'intégrale de chemin, Feynman parvint à décrire la fonction de partition de l'hélium liquide. Il parvint en particulier à montrer que la superfluidité est un phénomène quantique qui se manifeste à une échelle macroscopique.
- La théorie des interactions faibles, qui se manifestent par exemple dans la désintégration d'un neutron en un proton, un électron et un anti-neutrino. Feynman et Murray Gell-Mann proposèrent une nouvelle description des interactions faibles. Cette description portait en germe l'hypothèse des bosons vectoriels Z0, et W±, découverts dans les années 1970, identifiés dans les années 1980, et responsables des interactions faibles.

Il développa aussi les diagrammes de Feynman, un outil qui permet de conceptualiser et de faciliter le calcul des interactions entre particules dans l'espace-temps, notamment les interactions entre l'électron et son antiparticule, le positron. Ces diagrammes lui permettaient de travailler avec des concepts qui auraient pu être moins approchables sans ceux-ci : comme la réversibilité du temps.
Les diagrammes de Feynman sont maintenant indispensables pour la théorie des cordes et la théorie M, et ils ont été étendus de façon topologique. L'idée de créer de tels diagrammes vint à Feynman avec le fait qu'en utilisant le modèle des sphères dures, les interactions pouvaient être pensées comme des collisions en première approximation. Il a fallu attendre des décennies pour que les physiciens pensent à analyser les nœuds des diagrammes de Feynman de façon approfondie, les lignes des diagrammes devenant des tubes pour des objets plus compliqués comme les cordes.
À partir des diagrammes d'un petit système de particules interagissant dans l'espace-temps, Feynman pouvait maintenant modéliser toute la physique en termes de spins de ces particules et de valeurs de couplages des forces fondamentales. Cependant le modèle des quarks rivalisait avec la formulation plus phénoménologique de Feynman, le modèle des partons. Feynman ne remettait pas en cause le modèle des quarks, par exemple quand le 5e quark (bottom) fut découvert, Feynman annonça aussitôt à ses élèves que cette découverte impliquait l'existence d'un 6e quark (top) qui fut effectivement découvert dix ans après sa mort.
Après ses succès en électrodynamique quantique, Feynman attaqua le problème de la théorie quantique de la gravitation. Par analogie avec le photon qui était de spin 1, il rechercha les implications qu'aurait une particule médiatrice du champ de gravitation de masse nulle et de spin 2. Il réussit à en déduire les équations de champ d'Einstein de la relativité générale, mais ne put aller beaucoup plus loin du fait de sa charge d'enseignement.

## Vulgarisation - Pédagogie
Feynman a été un vulgarisateur très influent, par ses cours et ses livres. Citons en particulier une conférence de 1959 sur les nanotechnologies intitulée There is Plenty of Room at the Bottom (en) (« Il y a plein de place au fond »).
On se réfère souvent à Feynman comme au « Great explainer » (« le grand explicateur ») : en effet, il prenait beaucoup de soin dans ses explications aux étudiants, en mettant un point d'honneur à ne pas utiliser de formulations pédantes, mais à être le plus accessible possible aux autres.
Son principe de pédagogie était que s’il ne pouvait présenter un sujet durant un cours de première année, c'est que lui ne l'avait pas complètement compris. Feynman eut beaucoup de plaisir à présenter son explication de « niveau première année » de la connexion spin-statistique quantique (les particules de spins 1/2 se « repoussent », tandis que les particules de spin entier « s'agglomèrent »), une question sur laquelle il revint dans ses Cours de Physique, et qu'il résolut complètement en 1986 dans le Dirac memorial lecture.
Il s'opposa à l'apprentissage par cœur et aux autres méthodes d'enseignement qui mettaient l'accent sur la forme, plutôt que sur le fond, partout où il allait : que ce soit dans une conférence sur l'éducation au Brésil, où il critiqua sévèrement le système d'apprentissage, après y avoir enseigné pendant 10 mois, ou devant la commission d'État chargée de choisir les manuels scolaires.
Penser clairement et présenter clairement étaient des prérequis fondamentaux pour avoir son attention. Il était même périlleux de l'approcher quand on était insuffisamment préparé. Parmi ses étudiants, on peut citer le physicien français Jean Robieux et l'astrophysicien québécois Hubert Reeves.

## Publications

### Vulgarisation
- Richard P. Feynman ; La nature de la physique, collection Points Sciences, Le Seuil (1980),  (ISBN 2-02-005658-5). Traduction française de : The Character of Physical Law.
- Richard P. Feynman ; Lumière et matière - Une étrange histoire, InterEditions (1987),  (ISBN 2-7296-0154-6). Réédité en collection Points Sciences, Le Seuil (1992),  (ISBN 2020147580). Traduction française de : QED: The Strange Theory of Light and Matter (en) (1985)  (ISBN 0-691-08388-6). Il s'agit de la transcription par Ralph Leighton d'une série de quatre conférences données en 1983 à l'université de Californie à Los Angeles sur le thème de l'électrodynamique quantique (premier cycle des conférences Alix Mautner).
- Richard P. Feynman ; Vous y comprenez quelque chose, Monsieur Feynman ?, Odile Jacob (1998),  (ISBN 2-7381-0628-5). Traduction française de : The Meaning of it all: thoughts of a citizen-scientist. Transcription de 3 conférences de vulgarisation scientifique portant sur des sujets chers à Feynman.

### Ouvrages d'initiation à la physique
Accessibles au niveau du premier cycle universitaire :
- Richard P. Feynman ; Le Cours de physique de Feynman (5 volumes); édition originale Addison Wesley 1963; éditions françaises Bilingua Addison Wesley  (1969), InterEditions (1979), Dunod (1999). Traduction française des célèbres Lectures on physics.
  - Mécanique (2 volumes) :  (ISBN 2-10-004504-0 et 2-10-004135-5).
  - Electromagnétisme (2 volumes) :  (ISBN 2-10-004861-9 et 2-10-004316-1).
  - Mécanique quantique (1 volume) :  (ISBN 2-10-004934-8).
- Richard P. Feynman ; Six Easy Pieces, Penguin (1998),  (ISBN 0-14-027666-1). Avec CD de conférences enregistrées en amphi (de qualité cassette de l'époque).
- Richard P. Feynman ; Six Not So Easy Pieces, Penguin (1999),  (ISBN 0-14-027667-X).
- Richard P. Feynman ; Leçons sur la physique, Odile Jacob (2007),  (ISBN 978-2-7381-2023-6). Extraits du Cours de physique de Feynman publié par InterÉditions[13], traduction en un volume des deux tomes américains sus-mentionnés (Six Easy Pieces et Six Not So Easy Pieces).

### Ouvrages de niveau plus avancé
- Richard P. Feynman & André Hibbs ; Quantum Mechanics and Path Integrals, McGraw-Hill (1965),  (ISBN 0-07-020650-3).
- Richard P. Feynman ; Quantum Electrodynamics, Advanced Book Classics, Perseus Books Group (Réédition - 1998),  (ISBN 0-201-36075-6).
- Richard P. Feynman ; The Theory of Fundamental Processes, Advanced Book Classics, Perseus Books Group (Réédition - 1998),  (ISBN 0-201-36077-2).
- Richard Feynman & Steven Weinberg ; Particules et lois de la physique, collection Interéditions U, Dunod (1997), ASIN 2729602852. Traduction française de : Elementary particles & the laws of physics, Cambridge University Press (1987),  (ISBN 0-521-34000-4). Textes des deux Dirac Memorial Lectures de 1986.
- Richard P. Feynman ; Statistical Mechanics: A Set of Lectures, Advanced Book Classics, Perseus Books Group (2e édition - 1998),  (ISBN 0-201-36076-4).
- Richard P. Feynman ; Lectures on Gravitation, Addison-Wesley (1995). Réédité par Penguin (1999),  (ISBN 0-14-028450-8). Cette remarquable édition Penguin contient la série de 16 cours édités par Brian Hatfield, précédés par un avant-propos de John Preskill et Kip Thorne, et par une petite introduction au problème de la « gravitation quantique » de Brian Hatfield. Ces bonus très utiles mettent en perspective dans le contexte actuel le travail de Feynman réalisé en 1962-63. Il existe une traduction française : Leçons sur la gravitation, Odile Jacob (2001),  (ISBN 2-7381-1038-X), hélas sans l'avant-propos, ni l'introduction de l'édition Penguin.
- Richard P. Feynman ; Lectures on Computation, Perseus Books Group (2000),  (ISBN 0-7382-0296-7). Traduction :Leçons sur l'informatique, Odile Jacob (2006)  (ISBN 9782738114150).

### Autres
- Ralph Leighton et Richard P. Feynman ; Vous voulez rire, monsieur Feynman !, InterEditions (1985),  (ISBN 2-7296-0006-X). Réédité par Odile Jacob (2000),  (ISBN 2-7381-0771-0). Éléments autobiographiques, traduction française de : Surely you're joking, Mr. Feynman (1985).
- Perfectly Reasonable Deviations from the Beaten Track - The Letters of Richard P. Feynman : compilation éditée par Michelle Feynmann (sa fille adoptive), Basic Books, 2005  (ISBN 978-0-786-72242-6) ; partiellement traduit sous le titre Qu'en pensez-vous, monsieur Feynman ?, Dunod (2006),  (ISBN 2-10-049353-1).
- Ralph Leighton et Richard P. Feynman ; What Do You Care What Other People Think?. Éléments autobiographiques, une grande partie du livre est consacrée à l'enquête sur l'accident de Challenger.

### Émissions radiophoniques
- Nicolas Martin, « L’étrange physique de monsieur Feynman », émission de 59 min [], sur France Culture, La Méthode scientifique, 10 mai 2018 (consulté le 19 mai 2021).

### Filmographie
- Infinity, film de Matthew Broderick sorti en 1996 d'après l'autobiographie de Richard Feynman.

#### Bases de données et dictionnaires
- (en-US) Site officiel
- Ressources relatives à la recherche :   - The Academic Family Tree
  - Atomic Heritage Foundation
  - Google Scholar
  - INSPIRE-HEP
  - MacTutor
  - Mathematical Reviews
  - Mathematics Genealogy Project
  - Scopus
  - ZbMATH
- Ressources relatives à la musique :   - AllMusic
  - Discogs
  - Last.fm
  - MusicBrainz
- Ressource relative à la littérature :   - Internet Speculative Fiction Database
- Ressource relative au spectacle :   - Internet Broadway Database
- Ressource relative aux beaux-arts :   - Union List of Artist Names
- Ressource relative à la bande dessinée :   - Comic Vine
- Ressource relative à l'audiovisuel :   - IMDb
- Notices dans des dictionnaires ou encyclopédies généralistes :   - American National Biography
  - Britannica
  - Brockhaus
  - Den Store Danske Encyklopædi
  - Deutsche Biographie
  - Enciclopedia De Agostini
  - Gran Enciclopèdia Catalana
  - Hrvatska Enciklopedija
  - Internetowa encyklopedia PWN
  - Larousse
  - Munzinger
  - Proleksis enciklopedija
  - Store norske leksikon
  - Treccani
  - Universalis
- Notices d'autorité :   - VIAF
  - ISNI
  - BnF (données)
  - IdRef
  - LCCN
  - GND
  - Italie
  - Japon
  - CiNii
  - Espagne
  - Pays-Bas
  - Pologne
  - Israël
  - NUKAT
  - Catalogne
  - Suède
  - Australie
  - Norvège
  - WorldCat